# أبو بكر داغستاني
أبو بكر بن عمر بن أبي بكر الداغستاني، (1296هـ-1362هـ) كان من رجال التعليم، برع في الفقه  والفرائض والخط والرياضيات،    عُيّن خطيباً في المسجد النبوي سنة 1348هـ وتوفي سنة 1362هـ عن عمر 67 عاما، ودفن بالبقيع.

## نسبه
هو أبو بكر بن عمر بن أبو بكر بن عبد السلام بن محمد أمين بن شمس الدين الشرواني الداغستاني.
قال عنهم الأنصاري في التحفة: (بيت الداغستاني، نسبة إلى بلاد الداغستان المشهورة. ومعناه بالتركية سكان الجبال. وهم أشبه بالبادية ومنهم بالمدينة أناس كثيرون ينتسبون إليها، ومنهم أصحابنا الثلاثة الإخوان: عبد الله أفندي، وعبد الرحيم أفندي، وعبد السلام أفندي الداغستاني، قدموا المدينة المنورة في حدود سنة 1160 هـ) , وذكر الدفتردار ان تاريخ قدوم الشيخ عبد السلام الداغستاني وأخويه سنة 1140هـ.

## مولده ونشأته
ولد في المدينة المنورة عام 1296هـ , و درس على علماء المسجد النبوي العلوم الشرعية واللغة مثل الخط - الحساب - الفقه والفرائض، وحفظ القرآن الكريم وهو في العاشرة من عمره، فرتحل في طلب العلم فانتقل إلى سوريا ومنها اتجه إلى تركيا ثم مصر فمكث فيها فترة من الزمن يتلقى فيها العلوم الشرعية والأدبيه.
ويمتاز الشيخ الداغستاني بقوة الخطابة واستحضار المعاني وقد وصفه الشيخ عبد القدوس الأنصاري بقوله:
(أبوبكر الداغستاني رجل من أهل المدينة المنورة ومن علمائها وأحد خطباء المسجد النبوي الشريف كان فصيحاً وخطيباً مصقعاً مشهوداً له بذلك) .
وتميز الداغستاني بشخصيتة القوية متحليآ بالفضل والوجاهة جهوري الصوت ولذلك كان أهل المدينة يختارونه كممثل لهم إلى الملك عبد العزيز , وقد اعتمد عليه أمير المدينة آنذاك عبد العزيز بن إبراهيم في كثير من المهمات الرسمية.

## تعينه إماما وخطيبا في المسجد النبوي
عُيّن الشيخ أبوبكر الداغستاني اماماً وخطيباً في المسجد النبوي سنة 1348هـ ثم تولى قضاء ينبع البحر في عهد الملك عبد العزيز.

## أعماله
بعد عودته إلى المدينة من رحلاته العلمية عمل مرافعاً في المحاكم الشرعية وانتخب عضواً في عدد من المجالس والهيئات ومنها:
1. إدارة هيئة الأدلاء.
2. هيئة الأوقاف.
3. المجلس البلدي.

وقد أصدر أثناء اقامته في القاهرة صحيفة (الحجاز) عام 1323هـ كما أصدر بعد عودته مع إبراهيم خطاب صحيفة (الرقيب) بالمدينة المنورة عام 1328هـ.
وقد ذكر الأستاذ عثمان حافظ في كتابه تطور الصحافة في المملكة العربية السعودية، أنه بحث عن الرقيب لدى أسرة الداغستاني وأسرة آل الخطاب فلم يعثر على خبر عنها مما يدل على أن هذه الجريدة خطية كانت تطبع على الجيلاتين ولم يكتب لها الرواج والذيوع والاستمرار.
قال عنهم عثمان حافظ:
(وإبراهيم خطاب وأبو بكر داغستاني من أسر المدينة المنورة المعروفة بالأدب والعلم والفضل، وأعرف شخصياً الشيخ أبو بكر داغستاني وهو من علماء وأدباء وشعراء المدينة وكان عضواً في المجلس الإداري بالمدينة في العهد السعودي، وتولى قضاء ينبع في العهد السعودي أيضاً، كما أن أسرة آل خطاب معروفة في المدينة)

## أشهر شروحه
شرح أبي بكر الأنباري وقد طبع قديماً في المطبعة الكاثوليكية في أكسفورد عام 1808م بتحقيق جاريس لايل، وشرح التبريزي المتوفى سنة 502 هـ باشر شرحه بعد فراغه من شرح ديوان الحماسة، ومنه نسخة بخطه في دار الكتب الوطنية بتونس، وبداخلها زيادات في طيارات بخطه أيضاً.
وكتاب ( المفضليات) للمفضل الضبي في بداية النهضة الأدبية عام 1324هـ وساعده في تلك المهمة الشيخ حمزة أمين حلواني وتمكن من شرحه وتفسير ألفاظه. طبع الجزء الأول منه في (ليبزج) سنة 1885م بعناية (توربكه) ثم طبع كاملاً بمصر سنة 1324هـ بتصحيح وتعليق أبي بكر بن عمر الداغستاني.

## وفاته
توفي في المدينة المنورة سنة 1362هـ ودفن في البقيع.